# Valdemar 3.
Valdemar 3. Eriksøn (født o. 1314– død 1364) var konge af Danmark 1326–1329 og som Valdemar 5. 1325–1326 og 1329–1364 hertug af Slesvig. Han var søn af Erik 2. af Sønderjylland og Adelheid af Holsten-Rendsborg.
Da Christoffer d. 7. juni 1326 var blevet afsat af rigsrådet og flygtede ud af landet, valgte danske stormænd i det danske rigsråd en ny konge, og valget faldt på den 11-årige hertug Valdemar af Slesvig. Valdemar var efterkommer af kong Abel og dermed retmæssig arvtager til den danske trone. På grund af hans alder blev Valdemars morbroder, den magtfulde grev Gerhard 3. af Holsten-Rendsborg ("grev Gert eller Den kullede Greve"), som også var den største panthaver, udnævnt til rigsforstander og formynder. Valdemars håndfæstning var mindst lige så streng som Christoffers. Af nye bestemmelser var, at alle kongelige borge i Skåne skulle sløjfes, og alle stormænd fik lov til at befæste deres hjem. Det vigtigste tiltag var dog Constitutio Valdemariana som sagde, at for fremtiden måtte samme person ikke være herre over Slesvig og Danmark på samme tid.
Danmark var nu fuldstændig på stormændenes hænder, hvilket ikke var populært blandt bønderne. Dels var de fleste udlændinge, dels blev der udskrevet mange nye skatter. I 1328 rejste bønderne på Sjælland sig til oprør, som dog blev nedkæmpet. I 1329 var det jyderne, der rejste sig til oprør. De havde lidt mere medgang, men endte også med at blive slået ned. Til sidst opgav grev Gert på den unge konges vegne, og d. 23 februar 1329 vendte Christoffer tilbage til tronen, mens Valdemar igen blev hertug af Slesvig, hvor han regerede til sin død i 1364. Han var gift med Richardis (død o. 1384), datter af greve Günzelin 6. af Schwerin-Wittenburg (død o. 1327). Sammen fik de sønnerne Valdemar den Unge (født o. 1338 – død ved jagtulykke ved Kalundborg 1360) og Henrik (Heinrich), der arvede Slesvig efter faderens død.